# 오치자와 신호장
오치자와 신호장(일본어: 大地沢信号場)은 일본 이와테현 이와테군 시즈쿠이시정에 위치한 동일본 여객철도 다자와코 선의 신호장이다.

## 구조
아카부치역보다 다자와코역 방향으로 약 6.6km 지점에 있는 2개의 신호장이다. 센간 터널의 아카부치 역 출구 쪽 부근에 설치되어 있다. 아키타 신칸센의 일부이며, 신칸센이 고속으로 통과하기 때문에, 1선 통과되어 있다. 또한, ATS-P 채용 구간이기 때문에, 안전 측선은 생략되어 있다.

## 역사
- 1966년 10월 20일 : 개설.

## 인접 역
| 동일본 여객철도 다자와코 선 | 동일본 여객철도 다자와코 선 | 동일본 여객철도 다자와코 선 |
| --------------------------- | --------------------------- | --------------------------- |
| 아카부치 모리오카 방면      | ■ 다자와코 선               | 다자와코 오마가리 방면      |